# ليديا ريد
ليديا ريد (بالإنجليزية: Lydia Reed)‏ هي ممثلة أمريكية، ولدت في 23 أغسطس 1944 في الولايات المتحدة.

## وصلات خارجية
- ليديا ريد على موقع IMDb (الإنجليزية)
- ليديا ريد على موقع قاعدة بيانات برودواي على الإنترنت (الإنجليزية)
- ليديا ريد على موقع قاعدة بيانات الفيلم (الإنجليزية)